# Jaunay-Clan
Jaunay-Clan – miejscowość i dawna gmina we Francji, w regionie Nowa Akwitania, w departamencie Vienne. W 2013 roku populacja gminy wynosiła 5952 mieszkańców. 
W dniu 1 stycznia 2017 roku z połączenia dwóch ówczesnych gmin – Jaunay-Clan oraz Marigny-Brizay – utworzono nową gminę Jaunay-Marigny. Siedzibą gminy została miejscowość Jaunay-Clan. 

## Współpraca
Miejscowości partnerskie:
- Oleśnica, Polska
- Péruwelz, Belgia